# Chifre-de-ouro
O chifre-de-ouro (Heliactin bilophus) é um beija-flor (colibri),  pertencente à família Trochilidae. Essa espécie é originária do Brasil. É considerada extinta no estado de São Paulo. É a única espécie do gênero Heliactin.
O nome chifre-de-ouro foi selecionado como nome vernáculo técnico para a espécie pelo Comitê Brasileiro de Registros Ornitológicos (CBRO) em 2021.